# Италия на летних Олимпийских играх 1972
Италия на летних Олимпийских играх 1972 была представлена 224 спортсменами в 19 видах спорта.
По сравнению с прошлыми играми итальянская сборная завоевала на 2 золотые медали больше. Наибольшее количество медалей среди спортсменов завоевала пловчиха Новелла Каллигарис, ставшая трёхкратной медалисткой игр.

## Награды

### Золото
| Золото |                                                                                          |                                             |
| №      | Спортсмены                                                                               | Вид спорта (дисциплина)                     |
| 1      | Грациано Манчинелли                                                                      | Конный спорт (индивидуальный конкур)        |
| 2      | Клаус Дибиаси                                                                            | Прыжки в воду (мужчины, вышка, 10 м)        |
| 3      | Анджело Скальцоне                                                                        | Стрельба (мужчины, трап)                    |
| 4      | Роландо Риджоли Чезаре Сальвадори Микеле Маффеи Марио Альдо Монтано Марио Туллио Монтано | Фехтование (мужчины, командная сабля)       |
| 5      | Антонелла Раньо-Лонци                                                                    | Фехтование (женщины, индивидуальная рапира) |

### Серебро
| Серебро |                      |                                          |
| №       | Спортсмены           | Вид спорта (дисциплина)                  |
| 1       | Алессандро Арджентон | Конный спорт (индивидуальное троеборье)  |
| 2       | Новелла Каллигарис   | Плавание (женщины, вольный стиль, 400 м) |
| 3       | Джорджио Каньотто    | Прыжки в воду (мужчины, трамплин, 3 м)   |

### Бронза
| Бронза |                                                                     |                                          |
| №      | Спортсмены                                                          | Вид спорта (дисциплина)                  |
| 1      | Джузеппе Боньянни                                                   | Греко-римская борьба (мужчины, до 52 кг) |
| 2      | Джан-Маттео Ранци                                                   | Греко-римская борьба (мужчины, до 68 кг) |
| 3      | Раймондо Д'Инцео Пьеро Д'Инцео Витторио Орланди Грациано Манчинелли | Конный спорт (командный конкур)          |
| 4      | Пьетро Меннеа                                                       | Лёгкая атлетика (мужчины, 200 м)         |
| 5      | Паола Пиньи                                                         | Лёгкая атлетика (женщины, 1500 м)        |
| 6      | Новелла Каллигарис                                                  | Плавание (женщины, вольный стиль, 800 м) |
| 7      | Новелла Каллигарис                                                  | Плавание (женщины, комплекс, 400 м)      |
| 8      | Джорджио Каньотто                                                   | Прыжки в воду (мужчины, вышка, 10 м)     |
| 9      | Сильвано Базаньи                                                    | Стрельба (мужчины, трап)                 |
| 10     | Ансельмо Сильвино                                                   | Тяжёлая атлетика (мужчины, до 75 кг)     |

## Состав и результаты олимпийской сборной Италии

### Конный спорт
Спортсменов — 4

#### Троеборье
| Соревнование              | Спортсмены                                                        | Выездка   | Выездка | Кросс     | Кросс | Конкур               | Конкур               | Всего     | Всего |
| Соревнование              | Спортсмены                                                        | Результат | Место   | Результат | Место | Результат            | Место                | Результат | Место |
| ------------------------- | ----------------------------------------------------------------- | --------- | ------- | --------- | ----- | -------------------- | -------------------- | --------- | ----- |
| индивидуальное первенство | Стефано Анджони на Sauvage                                        | -69,00    | 58      | DNF       | DNF   | Завершил выступление | Завершил выступление | —         | —     |
| командное первенство      | Стефано Анджони Алессандро Арджентон Дино Костантини Марио Турнер | -188,00   | 12      | 142,00    | 6     | -32,25               | 6                    | -203,58   | 8     |